# Jeeves and Wooster
Jeeves and Wooster – brytyjski serial komediowy, wyprodukowany przez Carnival Films i Granada Television, nadawany po raz pierwszy w latach 1990–1993 w brytyjskiej telewizji ITV. Serial stanowił adaptację powieści i opowiadań P.G. Wodehouse’a.

## Opis
Fabuła serialu oparta jest na licznych powieściach i powiadaniach brytyjskiego pisarza humorystycznego P.G. Wodehouse’a, których głównymi bohaterami są młody arystokrata Bertie Wooster oraz jego niezawodny służący Jeeves. Adaptacji twórczości literackiej Wodehouse’a na potrzeby serialu dokonał w znakomity sposób Clive Exton – mimo iż łączył ze sobą wątki z różnych utworów, doskonale oddał ich ducha. Główne role zagrała para komików znanych już wcześniej z licznych wspólnych występów (od kilku lat w telewizji, m.in. w rozpoczętym wcześniej serialu A Bit of Fry and Laurie) – Hugh Laurie w roli Bertiego i Stephen Fry jako Jeeves.
Akcja serialu osadzona jest w wyidealizowanej wizji świata sfer arystokratycznych lat międzywojennych w Wielkiej Brytanii i Stanach Zjednoczonych (serial kręcony był w Anglii). Podobnie jak powieści, koncentruje się na humorystycznych przygodach dwóch głównych postaci. Opiera się na powtarzalnym schemacie opartym na matrymonialnych kłopotach bogatego młodego arystokraty. Nonszalancki, niezbyt rozgarnięty, acz przekonany o słuszności własnych przekonań i dobroduszny Bertie wplątuje się w kłopoty (niekiedy bez winy) i staje przed wizją małżeństwa z nieodpowiednią kobietą. Niekiedy pogrąża się coraz bardziej wskutek realizacji własnych pomysłów na ucieczkę sprzed ołtarza. Ostatecznie zostaje uratowany dzięki subtelnym planom Jeevesa (często realizowanym za plecami pryncypała). Głównym postaciom towarzyszy szereg świetnie skrojonych postaci drugoplanowych – m.in. ciotki Bertiego, jego dawne i obecne narzeczone oraz koledzy (w przypadku większości ról drugoplanowanych wcielali się w nie różni aktorzy, niekiedy zmieniający się co serię).

## Odbiór
Mimo początkowych wątpliwości fanów Wodehouse’a, czy dobrym pomysłem był wybór Lauriego i Fry’a do odegrania głównych ról, serial odniósł sukces dzięki świetnemu scenariuszowi z komicznymi dialogami, znakomitemu aktorstwu oraz dzięki przywołaniu ducha lat 20. i 30. (m.in. poprzez używany język i doskonale dopasowaną muzykę). Zdobył popularność publiczności, jak i przychylność krytyków.
Serial był kilkukrotnie nominowany do nagród BAFTA, w tym do nagrody dla najlepszego serialu dramatycznego oraz do nagrody za najlepszą muzykę dla Anne Dudley (wydaną na płycie The World of Jeeves & Wooster). Nagrody BAFTA otrzymali Eileen Diss za scenografię w 1992 r. oraz Derek Hayes za grafikę w 1993 r.

## Lista odcinków
Lista odcinków serialu:
| Lp.            | Tytuł odcinka                | Utwory Wodehouse’a stanowiące podstawę adaptacji                                                                                                |
| -------------- | ---------------------------- | --- |
| seria pierwsza |                              | |
| 1              | Jeeves Takes Charge          | Jeeves Takes Charge; The Pride of the Woosters is Wounded; Introducing Claude and Eustace; Sir Roderick Comes to Lunch; The Hero’s Reward       |
| 2              | Tuppy and the Terrier        | Jeeves & the Yuletide Spirit; Episode of the Dog Macintosh; Jeeves and the Song of Songs                                                        |
| 3              | The Purity of the Turf       | Indian Summer of an Uncle; The Purity of the Turf                                                                                               |
| 4              | The Hunger Strike            | Right Ho, Jeeves |
| 5              | Brinkley Manor               | Right Ho, Jeeves |
| seria druga    |                              | |
| 6              | Jeeves Saves the Cow-Creamer | The Code of the Woosters (polskie wydanie: Dewiza Woosterów)                                                                                    |
| 7              | A Plan for Gussie            | The Code of the Woosters (polskie wydanie: Dewiza Woosterów)                                                                                    |
| 8              | Pearls Mean Tears            | Aunt Agatha Speaks Her Mind; Pearls Mean Tears; The Rummy Affair of Old Biffy                                                                   |
| 9              | Jeeves in the Country        | Thank You, Jeeves (polskie wydanie: Dziękuję, Jeeves)                                                                                           |
| 10             | Kidnapped!                   | Thank You, Jeeves (polskie wydanie: Dziękuję, Jeeves)                                                                                           |
| 11             | Jeeves the Matchmaker        | Bertie Changes His Mind; Jeeves and the Kid Clementina; The Ordeal of Young Tuppy; Jeeves Exerts the Old Cerebellum; No Wedding Bells for Bingo |
| seria trzecia  |                              | |
| 12             | Bertie Sets Sail             | Jeeves and the Unbidden Guest |
| 13             | The Full House               | Jeeves and the Hard-Boiled Egg; The Aunt and the Sluggard                                                                                       |
| 14             | Introduction on Broadway     | The Artistic Career of Corky; A Letter of Introduction; Startling Dressiness of a Lift Attendant                                                |
| 15             | Right Ho, Jeeves             | The Mating Season |
| 16             | Hot Off the Press            | Jeeves Takes Charge; The Mating Season |
| 17             | Comrade Bingo                | Comrade Bingo; Jeeves Makes an Omelette |
| seria czwarta  |                              | |
| 18             | Return to New York           | The Spot of Art; The Delayed Exit of Claude and Eustace; Fixing It for Freddie                                                                  |
| 19             | The Once and Future Ex       | Joy in the Morning |
| 20             | Bridegroom Wanted!           | Jeeves and the Greasy Bird; Bingo and the Little Woman                                                                                          |
| 21             | The Delayed Arrival          | Jeeves and the Feudal Spirit |
| 22             | Trouble at Totleigh Towers   | Stiff Upper Lip, Jeeves |
| 23             | The Ties That Bind           | Much Obliged, Jeeves (polskie wydanie: Wielce zobowiązany, Jeeves)                                                                              |